# Calle de Miguel Ángel
La calle de Miguel Ángel es una vía urbana del barrio de Almagro, en el distrito de Chamberí de la ciudad de Madrid. Une la glorieta de Rubén Darío con el paseo de la Castellana, en el nacimiento de la calle de José Abascal. 

## Historia
Trazada originalmente entre el desaparecido paseo del Cisne y la Castellana,
Carlos Cambronero e Hilario Peñasco de la Puente, en su obra de 1889 la mencionan como calle «de apertura moderna», dedicada al artista del Renacimiento italiano Miguel Ángel. Treinta años después Pedro de Répide la describe como «hermosa vía, poblada de palacios», destacando, esquina a la calle del actor Rafael Calvo, la «Residencia de Señoritas Estudiantes»; menciona también este cronista los palacetes de Moreno Carbonero y del marqués de Borghetto.

## Edificios notables
Pueden destacarse (algunos de ellos ya calificados o en proceso de calificación como bienes de interés cultural en la ciudad de Madrid), los siguientes edificios: 
- El Instituto Internacional en el número 8. Proyectado en 1906 por Joaquín Saldaña López y construido entre 1906 y 1911. Hasta el año 2002 fue la sede del Colegio Estudio.[4][5]

- La Residencia Femenina,[6] en el número 12 con entrada también por la calle de Fortuny y fachada a Martínez Campos.[7]

- El antiguo palacete de los Marqueses de Borghetto, en el número 25, proyectado en 1913 por Ignacio de Aldama Elorz y construido entre 1913 y 1919. Ocupado luego por la que fuera Diputación Provincial de Madrid, y después por la Delegación del Gobierno en la Comunidad de Madrid.

- El Palacio del duque de Sotomayor, en el número 27. Encargado por el financiero Bartolomé March y convertido al inicio del siglo xxi en una tienda deco-kitsch, con fines benéficos.

- El Hotel Miguel Ángel en el número 29, al final de la calle, en su reunión con la Castellana y José Abascal.

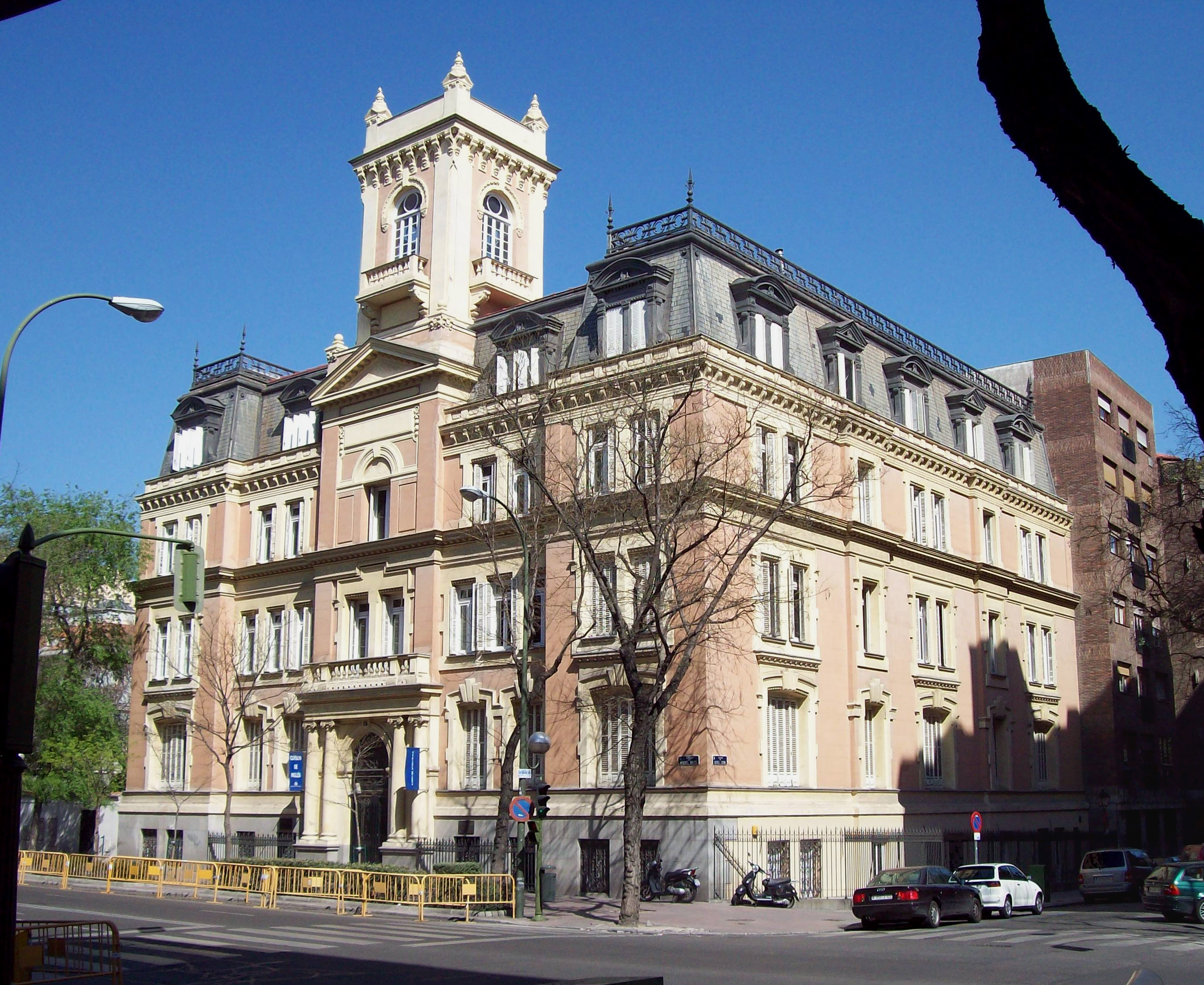
Instituto Internacional
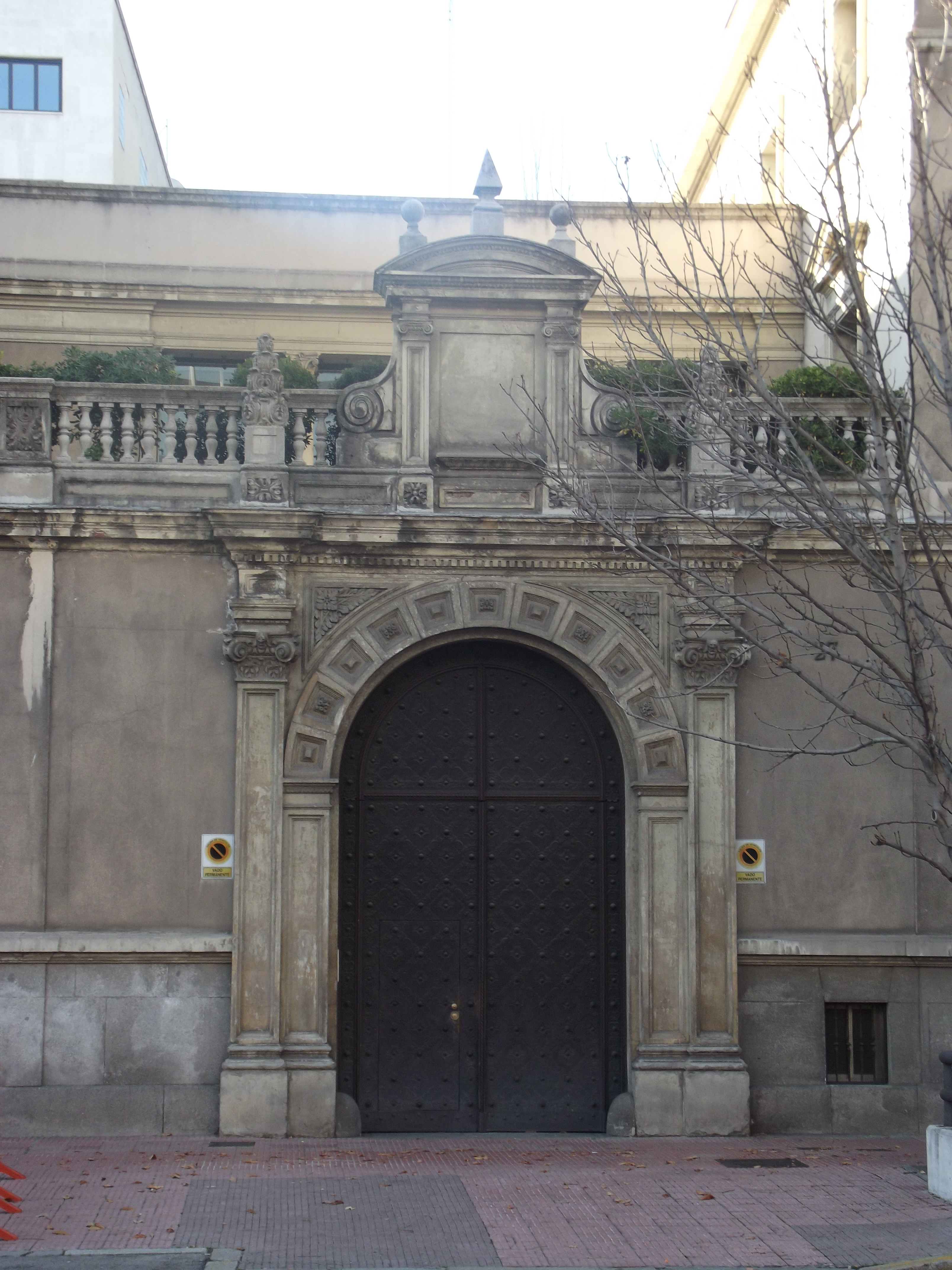
Puerta de carruajes del palacio de Sotomayor
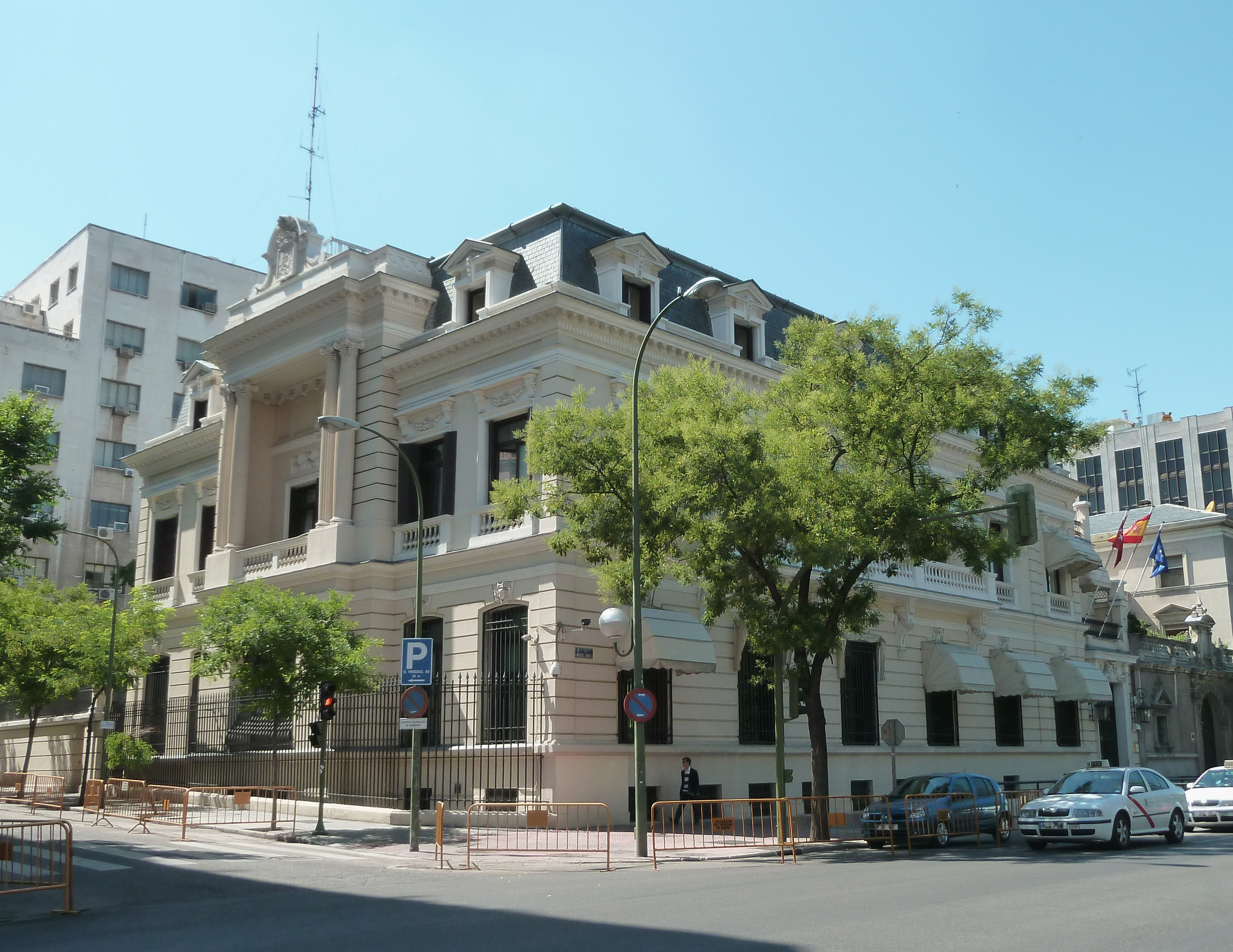
Palacete de los Borghetto
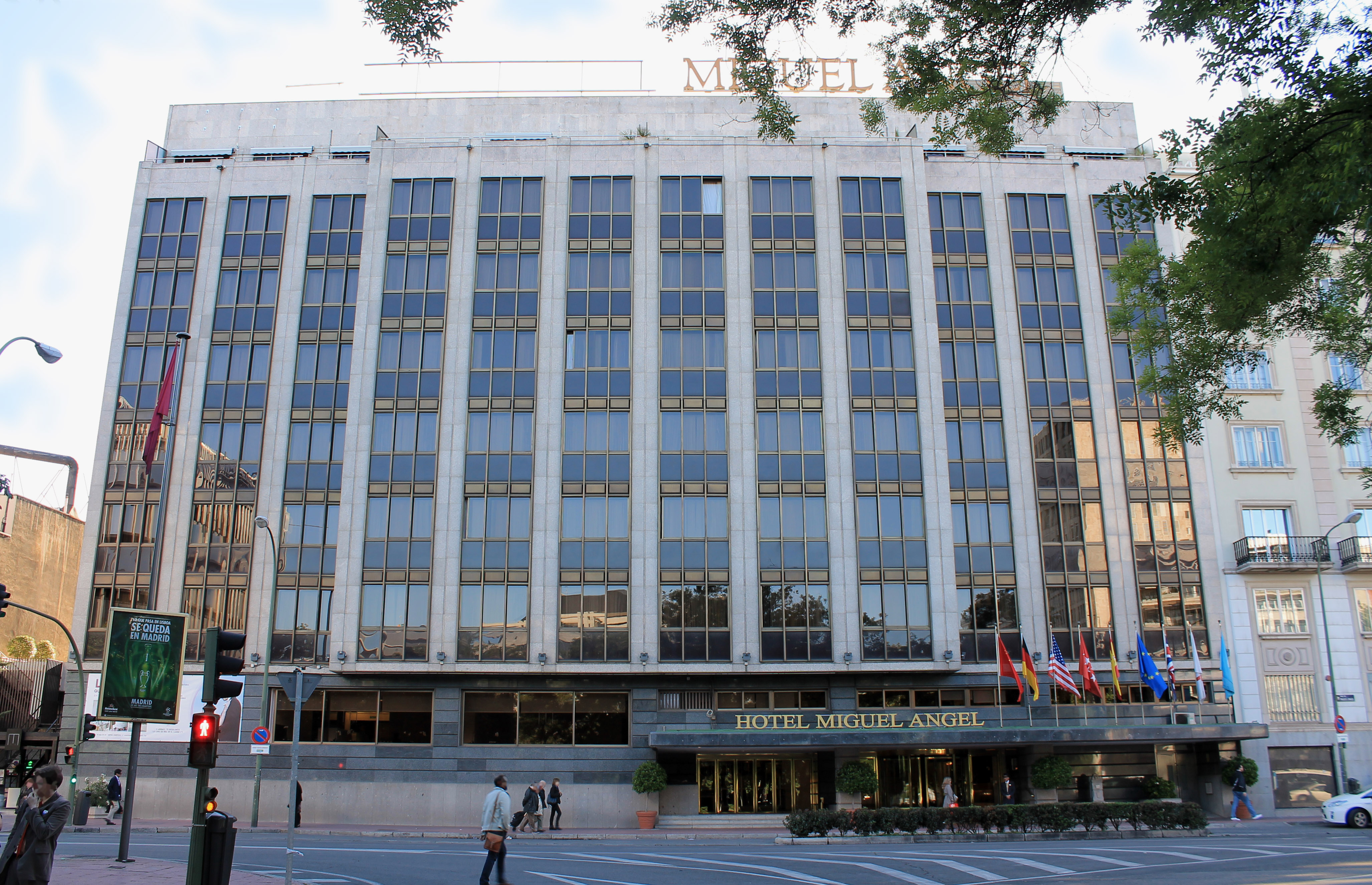
Hotel Miguel Ángel

## Vecinos
En esta calle tuvo estudio el pintor Joaquín Sorolla, que luego construiría su propio palacete en el vecino paseo del General Martínez Campos. El historiador Gabriel Maura (1879-1963) vivió y murió en su domicilio situado en el número 7 de la calle.